# Patric Åslund
Patric Karl Emil Åslund (Gideonsberg, 1º agosto 2002) è un calciatore svedese, centrocampista del Djurgården.

## Carriera

### Club
Ha iniziato a giocare nel settore giovanile del Västerås SK, con cui ha firmato un contratto di apprendistato nel febbraio del 2021, passando poco dopo in prestito all'IFK Eskilstuna. Due mesi più tardi ha firmato il suo primo contratto professionistico ed il 21 giugno seguente ha debuttato in prima squadra nell'incontro di Superettan (seconda divisione svedese) perso 1-0 contro il GIF Sundsvall. Nel febbraio del 2021 è passato in prestito al Motala, dove ha giocato fino al termine dell'anno in Ettan (terza divisione).
Rientrato al Västerås, nel marzo del 2023 ha prolungato il contratto fino al 2025 e nel corso della stagione ha giocato con regolarità contribuendo alla vittoria del campionato con conseguente promozione in prima divisione. Il 13 marzo 2024 è stato acquistato a titolo definitivo dal Djurgården, club di prima divisione, che lo ha lasciato in prestito ai biancoverdi fino alla pausa estiva. Ha esordito nella prima divisione svedese il 1º aprile seguente nell'incontro perso 1-0 contro l'AIK.
Nella stagione 2024-2025 ha invece esordito nelle competizioni UEFA per club, giocando 2 partite in Conference League, competizione nella quale la sua squadra è stata eliminata in semifinale dagli inglesi del Chelsea, futuri vincitori del torneo.

### Nazionale
Ha giocato con la nazionale svedese Under-21.

## Statistiche

### Presenze e reti nei club
Statistiche aggiornate al 9 aprile 2025.
| Stagione        | Squadra         | Campionato      | Campionato | Campionato | Coppe nazionali | Coppe nazionali | Coppe nazionali | Coppe continentali | Coppe continentali | Coppe continentali | Altre coppe | Altre coppe | Altre coppe | Totale | Totale | Totale |
| Stagione        | Squadra         | Comp            | Pres       | Reti       | Comp            | Pres            | Reti            | Comp               | Pres               | Reti               | Comp        | Pres        | Reti        | Pres   | Reti   |        |
| --------------- | --------------- | --------------- | ---------- | ---------- | --------------- | --------------- | --------------- | ------------------ | ------------------ | ------------------ | ----------- | ----------- | ----------- | ------ | ------ | ------ |
| 2021            | Västerås SK     | S1              | 4          | 0          | CS+CS           | 0+1             | 0               | -                  | -                  | -                  | -           | -           | -           | 5      | 0      |        |
| 2022            | Motala          | D1              | 30         | 10         | CS+CS           | 0+1             | 0               | -                  | -                  | -                  | -           | -           | -           | 31     | 10     |        |
| 2023            | Västerås SK     | S1              | 30         | 4          | CS+CS           | 3+1             | 0               | -                  | -                  | -                  | -           | -           | -           | 34     | 4      |        |
| 2024            | Västerås SK     | A               | 12         | 1          | CS+CS           | 3+0             | 0               | -                  | -                  | -                  | -           | -           | -           | 15     | 1      |        |
| 2024            | Djurgården      | A               | 9          | 2          | CS+CS           | 0               | 0               | UECL               | 4                  | 1                  | -           | -           | -           | 13     | 3      |        |
| 2025            | Djurgården      | A               | 4          | 0          | CS+CS           | 3+0             | 1+0             | UECL               | 2                  | 0                  | -           | -           | -           | 9      | 1      |        |
| Totale carriera | Totale carriera | Totale carriera | 89         | 17         |                 | 12              | 1               |                    | 6                  | 1                  |             | -           | -           | 107    | 19     |        |

## Palmarès

### Club

#### Competizioni nazionali
- Superettan: 1

Västerås SK: 2023